# Raytheon Pyros
Raytheon Pyros (Small Tactical Munition - STM) – amerykańska, lekka kierowana bomba lotnicza, służąca do niszczenia celów punktowych, wyprodukowany przez firmę Raytheon.

## Historia
Bomba został opracowana pod koniec pierwszej dekady XXI wieku przez amerykański koncern Raytheon. Po zrzucie, jej naprowadzanie odbywa się dzięki kombinowanemu układowi GPS/INS (Global Positioning System/Inertial Navigation System), współpracującemu w końcowej fazie ataku z półaktywnym systemem naprowadzania laserowego. Dzięki swoim niewielkim rozmiarom i małej masie, bomba przeznaczona jest do użycia przez bezzałogowe aparaty latające. Bomba posiada wymienną głowicę bojową. Rodzaj detonacji głowicy może być zaprogramowany przez operatora uzbrojenia. Masa głowicy w wariancie firmy Nammo-Talley wynosi 2,3 kg. Może ona w zależności od potrzeb eksplodować przed uderzeniem w cel, w chwili uderzenia lub eksplodować ze zwłoką, dzięki czemu może porazić cele znajdujące się za pokonaną przeszkodą. Dzięki swoim niewielkim rozmiarom, bomba może być wykorzystywana do rażenia celów punktowych na terenach zurbanizowanych z niewielkim ryzykiem porażenia przypadkowych ofiar. Promień śmiertelnego rażenia siły żywej głowicy bomby wynosi około 4,6 m. Dodatkowo już w trakcie opadania może zostać zmieniony cel ataku. Po zrzucie z wysokości 3000 metrów, cel osiągany jest po upływie 35 - 40 sekund.